# Шпита Ілля Вікторович
Ілля́ Ві́кторович Шпита (нар. 10 лютого 1997 — 5 жовтня 2022) — солдат 14-ї окремої механізованої бригади імені князя Романа Великого, учасник російсько-української війни.

## Життєвий шлях
Навчався в Житомирській ЗОШ № 30, далі в 2012—2015 рр. в Центрі професійно-технічної освіти м. Житомира, на професії «Машиніст крана (кранівник), машиніст крана автомобільного, стропальник, водій».
Пішов добровольцем з початком широкомасштабного вторгнення Росії.
Брав участь у звільненні багатьох сіл Харківської області, перебував тривалий час в Бахмуті.
5 жовтня в боях в Харківській області, загинув унаслідок артобстрілу.
10 жовтня 2022 року похований в Житомирі, на Смолянському військовому цвинтарі.

## Нагороди
- Указом президента України №363/2023 від 30 червня 2023 року нагороджений орденом “За мужність” ІІІ ступеня посмертно[7]